# Gridlock'd
Gridlock'd es una película estadounidense de 1997 dirigida por Vondie Curtis-Hall y protagonizada por Tim Roth, Tupac Shakur, Thandie Newton. La película está dedicada a la memoria de Tupac, quien murió cuatro meses antes de que se estrenara la película.

## Sinopsis
Spoon (Tupac Shakur) y Stretch (Tim Roth) son dos adictos a la heroína que viven en Detroit con su amiga Cookie (Thandie Newton). Juntos tocan en una banda con Cookie en la voz, Spoon en el bajo y Stretch en el piano. Después de que Cookie sufre una sobredosis cuando prueba la heroína por primera vez, los dos amigos deciden desintoxicarse juntos. Tienen un día infernal por delante mientras navegan por el agotador proceso burocrático para acceder al programa de rehabilitación mientras lidian con los síntomas de abstinencia, la policía y una banda de traficantes de drogas.

## Reparto
- Tim Roth como Stretch
- Tupac Shakur como Spoon
- Thandie Newton como Cookie
- Charles Fleischer como Mr. Woodson
- Howard Hesseman como Blind Man
- James Pickens Jr. como Supervisor
- John Sayles como Cop #1
- Tom Towles como D-Reper's henchman
- Tom Wright como Koolaid
- Lucy Liu como Cee-Cee